# Fredy Fautrel
Fredy Fautrel (født 31. oktober 1971) er en fransk fodbolddommer. Han har dømt internationalt under det internationale fodboldforbund FIFA siden 2007, hvor han er placeret i den europæiske dommergruppe som Category 2-dommer, der er det tredjehøjeste niveau for internationale dommere. 

## Kampe med danske hold
- Den 19. juli 2007: Kvalifikation til UEFA Cuppen: St. Patrick's – OB 0-0.
- Den 6. august 2009: Kvalifikation til UEFA Cuppen: Legia Warszawa – Brøndby IF 2-2.